# Duncan Carse
Verner Duncan Carse (28 de julio de 1913 - 2 de mayo de 2004) fue un explorador y actor de voz inglés conocido por estudiar a Georgia del Sur además de sus exploraciones a las regiones polares de la Antártida y por la interpretación del agente especial Dick Barton en programas radiales de la BBC.

## Exploraciones
Carse se unió a la Marina Mercante y navegó hacia el Océano Austral a bordo del RRS Discovery II en 1933. Mientras estaba en Puerto Stanley, Islas Malvinas, Carse se encontró con la Expedición británica Graham Land, que se dirigía a la Antártida en el yate Penola. Carse obtuvo permiso para trasladarse a la expedición, sirviendo como marino y operador de servicios inalámbricos y ayudando a establecer depósitos en la Península Antártica. Carse regresó a Inglaterra en 1937, y en 1939 fue galardonado con la Medalla Polar por su participación en la expedición Graham Land.
Después de la Segunda Guerra Mundial, Carse estaba decidido a reanudar la exploración del extremo sur. A sugerencia de la Royal Geographical Society y el Scott Polar Institute, decidió centrar su atención en la isla subantártica de Georgia del Sur. Sus esfuerzos durante las siguientes décadas le dieron un lugar preeminente en la historia de Georgia del Sur. Organizó y dirigió la Encuesta de Georgia del Sur de 1951-57, inspeccionando gran parte del interior de la isla. El monte Carse y el punto Carse llevan su nombre. El estudio exhaustivo de la isla dio como resultado el clásico mapa topográfico 1: 200000 de Georgia del Sur, actualizado ocasionalmente pero nunca reemplazado desde su primera publicación por la Dirección Británica de Encuestas de Ultramar en 1958. Una cuenta completa de las cuatro expediciones de la Encuesta de Georgia Sur encabezada por Duncan Carse fue escrita por el geólogo Alec Trendall en 1951-52.
En 1961 decidió convertirse en un moderno Robinson Crusoe, y vivió como un ermitaño en una parte remota de Georgia del Sur. Carse construyó una casa en Ducloz Head en la costa sur de la isla, con la intención de permanecer allí durante el invierno. Sin embargo, en mayo, tres meses después del experimento, fuertes olas destruyeron su campamento. Logró salvar suficiente equipo para sobrevivir el invierno hasta hacer contacto con un barco 116 días después.

## Radio
Después de su regreso de la Antártida, Carse comenzó a trabajar en la radio para la BBC. Fue presentador y locutor desde 1939 hasta 1942, cuando se reincorporó a la Royal Navy para servir en la Segunda Guerra Mundial. Después del final de la guerra, regresó a la radio, y en 1949 se aseguró su papel más conocido: fue la voz del agente especial Dick Barton para 265 de los 711 episodios de la popular serie de la BBC Radio. Continuó en este papel hasta que regresó a Georgia del Sur en 1951. Carse trabajó como presentador hasta mediados de la década de 1980, y participó en la producción de documentales de la BBC sobre Georgia del Sur y la Antártida.